# Yue Safy
Yue Safy (sinh ngày 8 tháng 11 năm 2000) là một cầu thủ bóng đá Campuchia, người hiện đang thi đấu ở vị trí trung vệ hoặc hậu vệ cánh phải cho câu lạc bộ Phnom Penh Crown ở Giải bóng đá Ngoại hạng Campuchia và Đội tuyển bóng đá U-23 quốc gia Campuchia.

## Sự nghiệp thi đấu
Yue Safy ra mắt cho Phnom Penh Crown vào ngày 16 tháng 3 năm 2018.

## Sự nghiệp thi đấu quốc tế
Yue Safy ra mắt cho U-23 Campuchia trong 1 trận đấu tại Vòng loại giải vô địch bóng đá U-23 châu Á 2020 gặp Úc vào ngày 22 tháng 3 năm 2019.

## Bàn thắng quốc tế
| Thứ tự | Thời gian           | Địa điểm                               | Đối thủ   | Ghi bàn | Kết quả | Giải đấu                             |
| ------ | ------------------- | -------------------------------------- | --------- | ------- | ------- | ------------------------------------ |
| 1.     | 9 tháng 12 năm 2021 | Sân vận động Bishan, Bishan, Singapore | Indonesia | 1–3     | 2–4     | Giải vô địch bóng đá Đông Nam Á 2020 |

## Danh hiệu
Phnom Penh Crown
- Giải bóng đá Ngoại hạng Campuchia: 2021, 2022
- Siêu cúp Campuchia: 2022
- Cúp Liên đoàn Campuchia: 2022